# Исаковичи (Лоевский район)
Исаковичи (бел. Ісакавічы) — деревня в Страдубском сельсовете Лоевского района Гомельской области Беларуси.
Около деревни расположено месторождение глины.

## География

### Расположение
В 17 км на северо-запад от Лоева, 46 км от железнодорожной станции Речица (на линии Гомель — Калинковичи), 63 км от Гомеля.

### Гидрография
На реке Днепр.

## Транспортная сеть
Транспортные связи по просёлочной, затем автомобильной дороге Лоев — Речица. Планировка состоит из 2 криволинейных улиц, ориентированных с юго-запада на северо-восток и соединённых на севере. Застройка деревянная, усадебного типа.

## История
По письменным источникам известна с XVI века. В 1640-х годах упоминается в инвентаре Гомельского староства. После 2-го раздела Речи Посполитой (1793 год) в составе Российской империи. В 1850 году владение помещицы Рудеевской. В 1879 году в составе Казимировского церковного прихода. Через деревню проходил тракт Якимова Слобода — Чернигов, имелась почтовая станция (6 эпипажей). Согласно переписи 1897 года действовала часовня, в Холмечской волости Речицкого уезда Минской губернии. На Ляховой Гари, в 2 км на юг от деревни, добывалась охра, которая перерабатывалась на Лоевском заводе «Фарбацвет».
В 1929 году здесь построена первая в Беларуси шахта. Жители в 1930 году вступили в колхоз. Во время Великой Отечественной войны оккупанты в 1943 году сожгли 100 дворов убили 8 жителей. В боях за деревню в октябре 1943 года отличился командир роты лейтенант В. Ф. Владимиров (присвоено звание Героя Советского Союза). Согласно переписи 1959 года в составе совхоза Восток (центр — деревня Страдубка).

## Население

### Численность
- 1999 год — 50 хозяйств, 86 жителей.

### Динамика
- 1788 год — 164 жителя.
- 1795 год — 23 двора, 150 жителей: 76 мужчин, 74 женщин.
- 1850 год — 25 дворов, 164 жителя.
- 1885 год — 27 дворов, 171 житель.
- 1897 год — 40 дворов 336 жителей (согласно переписи).
- 1908 год — 62 двора, 413 жителей.
- 1940 год — 106 дворов, 464 жителя.
- 1959 год — 321 житель (согласно переписи).
- 1999 год — 50 хозяйств, 86 жителей.